# براتولا بيلينيا
براتولا بيلينيا (بالإيطالية: Pratola Peligna)‏ هي بلدية في مقاطعة لاكويلا في إقليم أبروتسو الإيطالي.

## السكان
في سنة 1861 بلغ عدد السكان 6٬017 نسمة، وتطور العدد ليصل في سنة 2011 لـ 7٬840 نسمة.
يظهر هذا المخطط البياني تطور النمو السكاني لـ براتولا بيلينيا

## توأمة
لبراتولا بيلينيا اتفاقيات توأمة مع:
- هاميلتون